# آقای ربات
آقای ربات (به انگلیسی: Mr. Robot) مجموعهٔ تلویزیونی آمریکایی، در ژانر درام و تریلر روان‌شناختی
است
که توسط سم اسماعیل ساخته شده‌است. رامی ملک در این سریال در نقش یک هکر و مهندس امنیت رایانه به‌نام الیوت آلدرسون ظاهر شده که از اختلال افسردگی اساسی و اختلال اضطراب اجتماعی رنج می‌برد. او توسط شخص مرموزی به اسم «آقای ربات» که رهبر گروه هکتیویسمی به نام اف‌سوسایتی است دعوت به گروه می‌شود تا بتوانند با هک کردن شرکت بزرگ «ای کورپ» بدهی بسیاری از مردم را پاک و علیه سرمایه‌داری قیام کنند.
درواقع الیوت در طول سریال، بین همراهی با آقای ربات و تایرل ولیک، معاون رئیس ای کورپ گرفتار شده‌است، هر دو نفر دوست دارند او همراه‌شان شود تا در پروژه‌هایشان موفق شوند و الیوت نمی‌داند چه کار کند. کارلی چایکین، کریستین اسلیتر، پورتیا دوبلدی، مارتین والستروم، مایکل کریستوفر، گریس گامر و بی‌دی ونگ دیگر بازیگران سریال هستند.
طبق گفته سم اسماعیل، ایده اصلی سریال نزدیک به پانزده سال پیش به ذهن او رسیده و او قصد داشته ابتدا آن را به صورت فیلم بسازد اما موفق نشده‌است. نویسندگی و کارگردانی بیشتر اپیزودهای سریال توسط خود سم اسماعیل انجام گرفته‌است و کریستین اسلیتر و ایگور ساربشیک به همراه رامی ملک کار تهیه‌کنندگی سریال را برعهده داشته‌اند. لوکیشن اصلی آقای ربات شهر نیویورک است و عمده کار فیلم‌برداری نیز در این شهر انجام گرفته‌است.
آقای ربات در چهار فصل تولید و پخش شده‌است. پخش فصل اول این سریال از تاریخ ۲۴ ژوئن ۲۰۱۵ و در قالب ده قسمت در شبکهٔ کابلی یواس‌ای نتورک آغاز شد. فصل دوم نیز که دارای ۱۲ قسمت بود از تاریخ ۱۳ ژوئیه ۲۰۱۶ روی آنتن رفت و فصل سوم نیز در تاریخ ۱۱ اکتبر ۲۰۱۷ منتشر شد. در اوت ۲۰۱۸، اعلام شد که فصل ۴، فصل پایانی این مجموعه خواهد بود. فصل چهارم در ۱۳ قسمت از تاریخ ۶ اکتبر ۲۰۱۹ پخش شد.
آقای ربات با استقبال بسیار بالای منتقدان و تماشاگران همراه شد و چندین جایزه مهم از جمله جایزه گلدن گلوب بهترین مجموعه تلویزیونی – درام را دریافت کرد. در سال ۲۰۱۶ این سریال نامزد شش جایزه امی ساعات پربیننده شد که در این بین توانست جایزه امی ساعات پربیننده برای بهترین بازیگر نقش اول مرد در مجموعه تلویزیونی درام را برای رامی ملک به‌دست‌آورد. هم چنین آقای ربات بخاطر دقت علمی خود در مسائل هک و امنیت مورد توجه و تحسین قرار گرفت.

## داستان
الیوت آلدرسون جوانی تنهاست که در شهر نیویورک زندگی می‌کند. الیوت در شرکت بزرگ آل سیف به عنوان مهندس امنیت مشغول به کار است اما او یک زندگی پنهانی نیز دارد. الیوت یک هکر بسیار حرفه‌ای است و با هک کردن آدم‌های اطرافش در مورد آن‌ها اطلاعات کسب می‌کند. الیوت مشکلات شخصی بسیار زیادی دارد. او کم‌حرف و گوشه‌گیر است و از اختلال تجزیه هویت، اختلال اضطراب اجتماعی و همچنین اختلال افسردگی اساسی رنج می‌برد. همچنین فرایند فکری و عملی او بسیار تحت تأثیر عواملی همچون هذیان و پارانویا است. اوضاع برای الیوت همین‌گونه سپری می‌شود تا اینکه آنارشیست مرموزی به اسم آقای ربات سراغ او می‌آید و الیوت را به گروه خود که اف‌سوسایتی نام دارد دعوت می‌کند. اف‌سوسایتی گروهی متشکل از چند هکر بسیار حرفه‌ای است که قصد دارند به مبارزه با نظام سرمایه‌داری بپردازند و برای همین هم می‌خواهند کمپانی ای کورپ را هک و بدهی‌های مردم را پاک کنند. الیوت ابتدا چندان تمایلی برای ورود به این گروه ندارد اما بالاخره قبول می‌کند و این سرآغاز وارد شدن به هزارتویی خطرناک است که او برایش پایانی متصور نیست.

## بازیگران
- رامی ملک در نقش الیوت آلدرسون:

برنامه‌نویس نابغه و یک جامعه‌گریز عصبانی و البته معتادی پاره‌وقت. الیوت دوران کودکی بسیار سختی را پشت سر گذاشته. او نوشتن کدهای کامپیوتری را از سن کم نزد پدرش فراگرفته و همین باعث شده توانایی‌اش در هک کردن بی‌نظیر باشد. الیوت از مشکلات روانی بسیار زیاد مثل اختلال تجزیه هویت و اختلال اضطراب اجتماعی رنج می‌برد و غیر از هک کردن هیچ توانایی دیگری برای برقراری ارتباط با دیگران ندارد. از زبان خودش در همان قسمت اول می‌شنویم که: «من بلد نیستم با مردم صحبت کنم.» الیوت در طول روز به عنوان مهندس نرم‌افزار در شرکت آل سیف کار می‌کند و شب‌ها نیز طبق عادت به سراغ هک کردن آدم‌های اطرافش می‌رود تا دربارهٔ آن‌ها اطلاعات کسب کند. نقش این شخصیت را در سریال رامی ملک بازی می‌کند.
- کارلی چایکین در نقش دارلین آلدرسون:[E ۶]

تخصص عجیبی در کدنویسی دارد و یک بدافزار نویس حرفه‌ای است. مهم‌ترین خصوصیتش، اخلاق بسیار بد اوست و همین موضوع باعث شده هیچ‌کس در کنارش احساس راحتی نکند. در طول سریال متوجه رابطه واقعی‌اش با الیوت می‌شویم و می‌فهمیم واقعاً چه کسی است. دارلین یکی از پایه‌های اصلی گروه اف‌سوسایتی حساب می‌شود و حسابی نگران سلامتی الیوت است. نقش دارلین را در سریال کارلی چایکین ایفا می‌کند.
- کریستین اسلیتر در نقش آقای ربات:

تنها شخصیت سریال که بیشتر از اسم واقعیش، با لقبش یعنی آقای ربات شناخته می‌شود. آقای ربات گروهی از ماهرترین هکرها را دور هم جمع کرده و گروه اف‌سوسایتی را ساخته‌است. او یک آنارشیست نابغه است که می‌خواهد با در اختیار گرفتن ذهن الیوت آلدرسون به مبارزه با شرکت‌های بزرگ نظام سرمایه‌داری بپردازد. شخصیت آقای ربات همیشه در مرز میان توهم و واقعیت قرار دارد و رابطهٔ وی با الیوت یک رابطهٔ به شدت پیچیده‌است. نقش این شخصیت را در سریال کریستین اسلیتر بازی می‌کند.
- پورتیا دوبلدی در نقش آنجلا ماس:[E ۷]

آنجلا دوست قدیمی الیوت است و از دوران کودکی با او هم‌بازی بوده‌است و اکنون نیز در آل سیف همکار او در بخش مدیریت است. احساسات او به الیوت حالتی خواهرانه دارد و دوست ندارد او به دردسر بیفتد. آنجلا خواهان یک زندگی آرام و بی دردسر است و از کار کردن در آل سیف لذت می‌برد اما وقتی سیستم‌های آل سیف در یک هک بزرگ به رهبری الیوت تا مرز نابودی پیش می‌رود آنجلا به ناچار درگیر ماجرا می‌شود و چاره‌ای نمی‌بیند جز اینکه در نابودی شرکت به اف‌سوسایتی کمک کند. بازیگر این نقش در سریال پورتیا دوبلدی است.
- مارتین والستروم در نقش تایلر ولک:

یکی از مدیران داخلی شرکت ای کورپ که بسیار طماع و مغرور است و البته یک بیمار جنسی است. برخلاف ظاهر آرام و شیک زندگیش، زندگی او مجموعه‌ای از ناکامی‌هایی است که اطرافش را فراگرفته. رابطه او با همسرش اصلاً خوب نیست و در شرکت ای کورپ هم فقط یک مدیر ساده محسوب می‌شود. خواسته‌های او برای در اختیار گرفتن تمام قدرت در ای کورپ، جنازه‌های زیادی روی دستش می‌گذارد اما وقتی سرانجام با نهایت تحقیر از کارش اخراج می‌شود تصمیم می‌گیرد به الیوت در نابودی ای کورپ کمک کند. نقش او را در سریال مارتین والستروم بازی می‌کند.
- استفانی کورنلیوسن در نقش جوانا ولک:[E ۸]

همسر تایلر ولک است. جوانا سلاح قدرتمندی به اسم زیبایی دارد که با استفاده از آن هر غیرممکنی را ممکن می‌کند. جوانا عاشق تایلر نبوده و صرفاً به‌خاطر موقعیت او در ای کورپ همسرش شده و هنگامی که تایلر از کارش اخراج می‌شود بدون هیچ عذاب وجدانی او را ترک می‌کند. جوانا یکی از کسانی است که در طول سریال مدام الیوت را به دردسر می‌اندازد و می‌خواهد از او برای پیشبرد اهداف غیرمنطقی‌اش استفاده کند. این نقش را در سریال مدل معروف دانمارکی استفانی کورنلیوسن بر عهده دارد.
- مایکل کریستوفر در نقش فیلیپ پرایس:[E ۹]

فیلیپ پرایس مدیر عامل اجرایی شرکت ای کورپ است. او در فصل اول حضور چندانی ندارد اما از فصل دوم تبدیل به یکی از شخصیت‌های مهم در داستان می‌شود و اتفاقات جالبی را رقم می‌زند. او دوست قدیمی مادر آنجلاست و برای همین به سلامتی آنجلا بسیار اهمیت می‌دهد و تلاش می‌کند تا اتفاقی برای او نیفتد. مایکل کریستوفر ایفاگر این نقش است.
- گریس گامر در نقش دومنیک «دام» دی‌پیرو:[E ۱۰]

دام، مأمور اف‌بی‌آی است و از فصل دوم وارد سریال می‌شود. بسیار باهوش است و تعهد زیادی نیز به شغلش دارد. او همواره در تعقیب الیوت و دیگر افراد گروه است. دام ابتدا برای تحقیق بر روی پروندهٔ هک ای کورپ وارد داستان می‌شود اما طولی نمی‌کشد که پایش به ماجراهای خطرناک‌تری باز می‌شود که حتی زندگی شخصیش را نیز دچار تحول می‌کند. گریس گامر در سریال ایفاگر این نقش است.
- بی‌دی ونگ در نقش رز سفید:[E ۱۱]

رهبر گروه ارتش تاریکی و فردی با نفوذ در کشور چین و همچنین تروریستی سایبری است که سعی دارد از جریانات پیش آمده برای ای کورپ نهایت استفاده را ببرد و قدرتش را افزایش دهد.
- مایکل درایر[E ۱۲] در نقش سیسکو:[E ۱۳]

دوست پسر سابق دارلین است. هکری که مدتی است برای ارتش تاریکی کار می‌کند و در جریان هک شدن آل سیف نیز نقش بزرگی ایفا می‌کند. سیسکو بعد از برخورد دوباره با دارلین دوباره با او وارد رابطه می‌شود. مایکل درایر بازی در این نقش را در سریال برعهده دارد.
- بابی کاناوله در نقش ایروینگ:[E ۱۴]

شخصیت ایروینگ از فصل سوم وارد داستان می‌شود. او یکی از اعضای مهم ارتش تاریکی است. ایروینگ فردی منطقی و باهوش است که مهم‌ترین وظیفه‌اش مهار کردن تایلر ولک و راضی کردن او به همکاری با ارتش تاریکی است. نقش این شخصیت را در سریال بابی کاناوله بر عهده دارد.
- سانیتا مانی[E ۱۵] در نقش شاما/ترنتون[E ۱۶]

یکی از اعضای گروه اف‌سوسایتی است. شاما مسلمان است و پدر و مادر ایرانی دارد هرچند خودش متولد آمریکا است. او یک هکر کلاه سیاه و کد نویسی خبره است و معمولاً به همراه یکی دیگر از هکرهای اف‌سوسایتی به نام موبلی کار می‌کند. شاما از اعضای اصلی گروه اف‌سوسایتی محسوب می‌شود. سانتیا مانی ایفاگر این نقش است.
- فرانکی شا در نقش شیلا نیکو:[E ۱۷]

شخصیت شیلا تنها در فصل اول حضور دارد. او همسایه، دوست دختر و تامین‌کننده مواد الیوت است. شیلا مواد مورد نظر خود را از طریق خلافکار خطرناکی به‌نام فرناندو ورا تأمین می‌کند که همین مسئله هم پای او را به مسائل خطرناکی باز می‌کند.
فرانکی شا ایفاگر این نقش است.
- گلوریا روبن در نقش کریستا گوردون:[E ۱۸]

روان‌شناس الیوت است. کریستا همچنین از معدود افرادی است که الیوت می‌تواند با او کمی حرف بزند. برخلاف ظاهر شخصی و کاریش مشکلات شخصی خیلی زیادی دارد. کریستا سعی می‌کند به الیوت برای غلبه بر بیماری و مشکلات زیادش کمک کند اما در اینکار نه تنها موفق نمی‌شود بلکه به زمره کسانی می‌پیوندد که الیوت عادت دارد آن‌ها را هک کرده و به اطلاعات‌شان سرک بکشد. این نقش را در سریال گلوریا روبن بر عهده دارد.

## فصل‌ها و قسمت‌ها
تا کنون چهار فصل از سریال تولید و پخش شده‌است. فصل اول و سوم سریال هرکدام ده قسمت دارند اما فصل دوم در ۱۲ و فصل چهارم در ۱۳ قسمت ساخته شده‌است.
کارگردانی تمامی اپیزودهای سه فصل آخر توسط خود سم اسماعیل انجام شده‌است.
| فصل | قسمت‌ها | قسمت‌ها | تاریخ اصلی روی آنتن رفتن | تاریخ اصلی روی آنتن رفتن |
| فصل | قسمت‌ها | قسمت‌ها | اولین بار                | آخرین بار                |
| --- | ------ | ------ | ------------------------ | ------------------------ |
| ۱   | ۱۰     | ۱۰     | ۲۴ ژوئن ۲۰۱۵             | ۲ سپتامبر ۲۰۱۵           |
| ۲   | ۱۲     | ۱۲     | ۱۳ ژوئیه ۲۰۱۶            | ۲۱ سپتامبر ۲۰۱۶          |
| ۳   | ۱۰     | ۱۰     | ۱۱ اکتبر ۲۰۱۷            | ۱۳ دسامبر ۲۰۱۷           |
| ۴   | ۱۳     | ۱۳     | ۶ اکتبر ۲۰۱۹             | ۲۲ دسامبر ۲۰۱۹           |

## ساخت

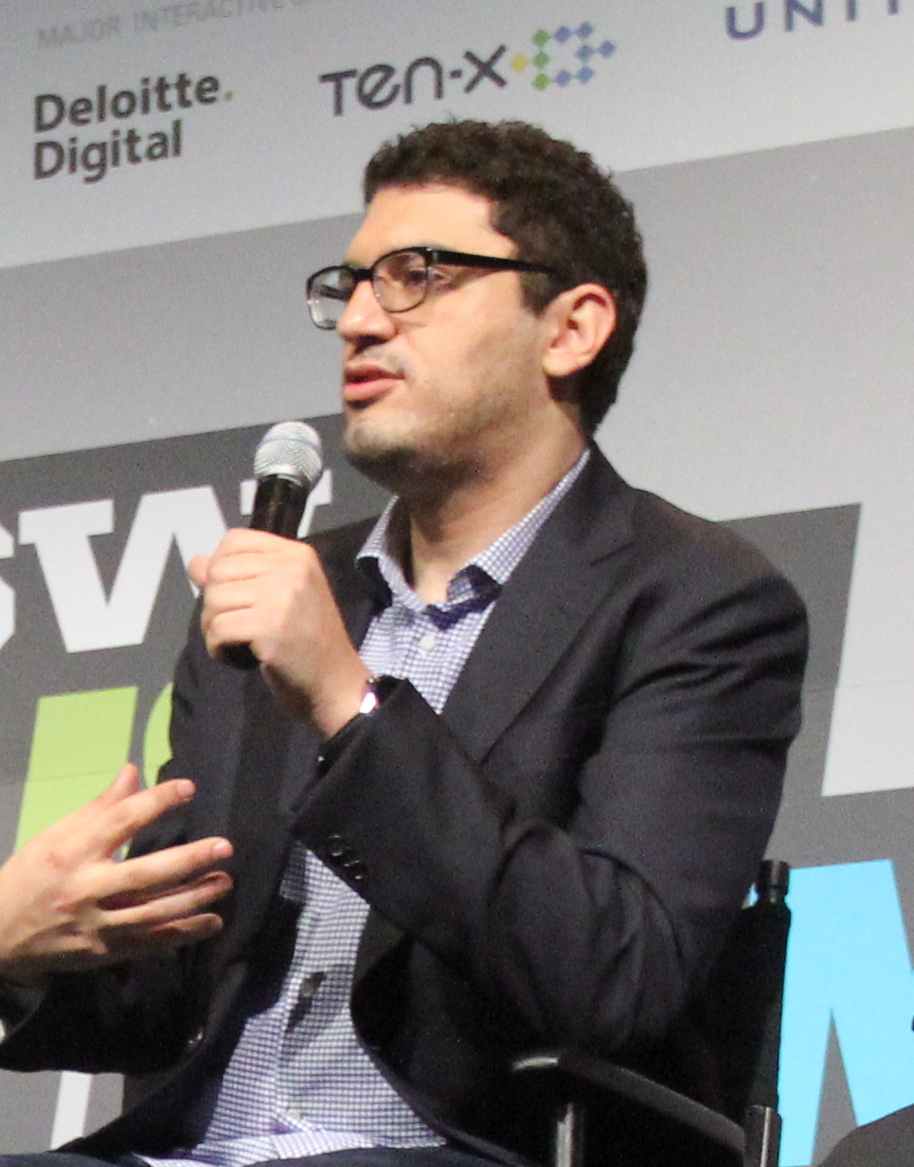
سم اسماعیل خالق سریال آقای ربات است.

سم اسماعیل در چندین مصاحبه اشاره کرده که به فرهنگ هک کردن علاقه داشته‌است و در سال ۲۰۰۰ تصمیم داشته فیلمی دربارهٔ هکرها بسازد اما در آن زمان این اتفاق نیفتاده است. اسماعیل جدا از مشاوره با متخصصان هک و حملات سایبری از یک رخداد واقعی هم برای طراحی این سریال الهام گرفته‌است. اسماعیل اصالت مصری دارد و می‌گوید بهار عربی منبع الهام او در نوشتن سریال بوده‌است، همان‌طور که در بهار عربی جوانان معترض با استفاده از رسانه‌های اجتماعی هدف خود را پیش بردند، در سریال آقای ربات هم فناوری و تکنولوژی راه پیش بردن اهداف گروه‌های مختلف و از همه مهم‌تر گروه اف‌سوسایتی (گروهی به سردمداری آقای ربات) است. اسماعیل گفته‌است که سعی کرده از حوادث واقعی که در زمینه سیاست و تکنولوژی رخ داده برای ساخت سریال الهام بگیرد. اسماعیل در طی مصاحبه ای اعلام کرد که لوگوی «ای کورپ» با الهام از لوگوی شرکت انرون خلق شده‌است؛ شرکتی که سال ۲۰۰۱ پس از فاش شدن یک شیادی بزرگ، ورشکسته شد. همچنین جدا از شباهت لوگوی ای کورپ به انرون، حرف «E» در این لوگو مثل حرف «E» در لوگوی کمپانی دِل، کج طراحی شده‌است.
در ابتدا قرار بود سم اسماعیل آقای ربات را به شکل یک فیلم سینمایی بنویسد و بسازد و در انتهایش شخصیت اصلی بفهمد که دچار اختلال روانی است در حالی که درگیر یک نقشه بزرگ شده‌است. اما اسماعیل موقع نوشتن این متن متوجه شده که فیلم‌نامه‌اش ابعاد بسیار وسیعی دارد و متنش بیشتر به درد سریال می‌خورد؛ بنابراین اسماعیل ۲۰ صفحه از ۸۹ صفحه فیلم‌نامه‌ای که نوشته بود را جدا کرد و آن را تبدیل به متن قسمت اول سریال یا همان اپیزود پایلوت کرد. پایانی که برای فیلم‌نامه در نظر گرفته بود به پایان فصل اول سریال بدل شد. شبکه یواس‌ای با خواندن فیلم‌نامه پایلوت به آن علاقه‌مند شد و پس از ساخته شدن این اپیزود دستور ساخت فصل اول سریال را در ۱۰ قسمت، صادر کرد. ساخت سریال بهار سال ۲۰۱۵ در نیویورک انجام شد و قرار شد سریال ۲۴ ژوئن ۲۰۱۵ روی آنتن برود. شبکه یواس‌ای آن‌قدر از نتیجه کار راضی بود که پیش از پخش سریال، اعلام کرد فصل دوم سریال هم تولید خواهد شد و مدتی بعد هم اعلام کرد تمامی ۱۰ قسمت فصل دوم را خود سم اسماعیل کارگردانی می‌کند. اسماعیل ابتدا بازیگری خاصی را برای بازی در نقش الیوت در نظر نداشت و رامی ملک خیلی اتفاقی برای نقش اصلی انتخاب شد. در واقع این امی رسوم بود که به اسماعیل پیشنهاد داد از رامی ملک در نقش اصلی استفاده کند. رسوم که از دوستان صمیمی اسماعیل است و سال ۲۰۱۷ نیز با او ازدواج کرد بازی ملک در مینی سریال اقیانوس آرام دیده بود و حدس می‌زد او گزینه مناسبی برای نقش اصلی باشد.

### لوکیشن‌ها
آقای ربات به‌طور کامل در نیویورک فیلم‌برداری شده‌است. استودیو سیلور کاپ و کونی آیلند از جمله لوکیشن‌های سریال هستند. بیشتر سکانس‌های مربوط به مخفی‌گاه گروه اف‌سوسایتی در این دو مکان فیلم‌برداری شده‌است. از آنجایی که گروه تولید قادر نبود برای مدتی طولانی میدان تایمز را برای فیلم‌برداری یکی از سکانس‌های پایانی قسمت آخر فصل اول ببندد، در نتیجه این سکانس درست یک شب قبل از روز استقلال ایالات متحده آمریکا و چند ساعت مانده به صبح فیلم‌برداری شد زیرا سم اسماعیل می‌خواست هنگام فیلم‌برداری میدان به‌طور کامل خالی باشد و نمی‌خواست از جلوه‌های ویژه نیز برای خلق لوکیشن‌ها استفاده کند. فصل دوم نیز به‌طور کامل در نیویورک فیلم‌برداریشد اما فصل سوم به این خاطر که بخشی از داستان خارج از شهر اتفاق می‌افتاد، در لوکیشن‌های متعدد جلوی دوربین رفت.

### موسیقی
ساخت موسیقی سریال برعهده مک کوئیل بوده و موسیقی هر چهار فصل نیز توسط خود کوئیل ساخته شده‌است. کوئیل در مجموع هفت آلبوم موسیقی برای سریال منتشر کرده‌است که این آلبوم‌ها با استقبال منتقدان و تماشاگران همراه بوده‌است. کوئیل در سال ۲۰۱۶ برای ساخت آلبوم موسیقی «آقای ربات. جلد دوم» برنده جایزه امی ساعات پربیننده بهترین موسیقی متن سریال درام شد.

### دقت علمی
سم اسماعیل دوست نداشت که همچون آثار مشابهی که دربارهٔ هکرها ساخته می‌شود، از کدهای تقلبی و مباحث غیرعلمی در سریال استفاده شود؛ برای همین او سعی کرد تا آنجا که می‌تواند عناصر علمی بیشتری در سریال قرار دهد. برای مثال، سیستم عامل کامپیوترهایی که الیوت و دیگر اعضای گروه در سریال استفاده می‌کنند تقریباً ۹۹ درصد اوقات لینوکس است که جزو سیستم عامل محبوب هکرها محسوب می‌شود. همچنین روش‌های هک و نفوذ به سیستم که الیوت و دیگر کاراکترها مدام با آن درگیر هستند، کاملاً علمی است. سم اسماعیل با متخصصان علوم رایانه و هکرهای زیادی برای ساخت این صحنه‌ها مشورت کرد و همچنین گروهی از خبره‌های امنیت شبکه‌های رایانه‌ای را دور هم جمع کرد تا خیالش راحت باشد سریال از واقعیت دور نمی‌شود. در فصل اول، سم اسماعیل، کور آدانا که پیش‌تر تحلیلگر امنیت شرکت تویوتا موتور بود را استخدام کرد تا دربارهٔ وجوه فنی فیلم‌نامه با او صحبت کند. همچنین کسانی مثل مایکل بازل (مشاور امنیت و مدیر پیش‌گیری از وقوع جرایم رایانه‌ای اف‌بی‌آی) و جیمز پلوف (طراح شبکه شرکت موبایل آیرون) نیز جزو کسانی بودند که به اسماعیل در مورد وجه‌های فنی سریال مشاوره می‌دادند. در فصل دوم، اسماعیل افراد دیگری را وارد پروژه خود کرد که در راس آن‌ها جف ماس (بنیان‌گذار و مدیر هیئت هکرهای کلاه سیاه و همچنین گروه DEFCON) قرار داشت. از دیگر مشاوران امنیتی فصل دوم سریال می‌توان به مارک راجرز (مهندس امنیت شرکت کلود فلار) و رایان کازانسین مدیر امنیتی شرکت تانیوم اشاره کرد.
سم اسماعیل تا آنجا که توانست در سکانس‌های هک از عناصر واقعی استفاده کرد. رامی ملک نیز پیش از شروع فیلم‌برداری شروع به یادگیری زبان‌های برنامه‌نویسی کرد تا بتواند در بعضی از صحنه‌ها که لازم است شخصاً کدنویسی کند. اما با این حال در بعضی از صحنه‌های نیز اسماعیل مجبور به استفاده از جلوه‌های رایانه‌ای و تصاویر انیمیشنی شد تا بتواند فضای مورد نظر خود را خلق کند.
سریال به‌خاطر دقت علمی و خصوصیات فنی خود از سوی بسیاری از شرکت‌های امنیتی همچون آواست سافت‌ویر، پاندا سکیوریتی، آویرا، کاسپرسکی لب و پورتون میل مورد توجه و تحسین قرار گرفت. متخصصان هک و رایانه دقت علمی سریال را «بی‌نظیر» خواندند.

### ارجاعات
آقای ربات ارجاع‌های سینمایی متعددی به آثار سینمایی جهان دارد. سم اسماعیل خود نیز به این ادای دین اشاره کرده و گفته هنگام نوشتن سریال به شدت به روانی آمریکایی، راننده تاکسی، پرتقال کوکی و ماتریکس فکر می‌کرده‌است. اسماعیل گفته‌است که هنگام طراحی شخصیت الیوت مدام به فکر باشگاه مشت‌زنی بوده که شخصیت اصلی آن مبتلا به اختلال تجزیه هویت بوده‌است. بیماری‌ که آن را هویت پریشی یا اختلال چند شخصیت هم می‌نامند. این اختلال در واقع مبتنی است بر وجود دو یا چند هویت یا شخصیت متمایز که به تناوب رفتار فرد را کنترل می‌کنند. معمولاً افراد مبتلا به هویت پریشی نام، سن و مجموعه‌ای از خاطرات و رفتارهای ویژه خود را دارند. در اغلب موارد یک هویت اصلی با نام واقعی شخص وجود دارد که منفعل، وابسته و افسرده‌است. هویت‌های جانشین اغلب دارای ویژگی‌هایی هستند که با هویت اصلی تعارض دارند؛ مثلاً خصمانه، کنترل‌کننده، و خودویرانگرند. ادای دین آقای ربات به باشگاه مشت‌زنی آن قدر زیاد است که وقتی در اپیزود نهم ار فصل نخست سریال، الیوت دست به اقدامی جنون‌آمیز می‌زند همان ترانه‌ای به عنوان حاشیه صوتی استفاده شده که دیوید فینچر در باشگاه مشت‌زنی استفاده کرده بود؛ این ترانه با نام عقلم کجا رفته؟ کار گروه پیکسیز است.
شخصیت الیوت راوی سریال هم هست و مدام صدای ذهنی او را می‌شنویم و این المان از فیلم راننده تاکسی آمده‌است. از موسیقی فیلم تجارت خطرناک (فیلمی با بازی تام کروز) هم در سریال استفاده شده‌است. اسماعیل برای پرورش شخصیت‌هایش از الگوی بلیدرانر استفاده کرده و البته برای طراحی رخدادهای سریال الگویش برکینگ بد بوده‌است. سریال همچنین اشاره ای به فیلم داستان عاشقانه واقعی با بازی کریستین اسلیتر دارد. اسلیتر در این فیلم به پارکی می‌رود و همراه با شخصیتی به نام الیوت سوار ترن هوایی می‌شود. این دقیقاً همان اتفاقی است که در فصل اول سریال نیز رخ می‌دهد که البته اشاره‌ای هم به فیلم مرد سوم و سکانس معروف چرخ و فلکش دارد. دیگر فیلمی که در سریال به آن ارجاع داده می‌شود؛ فیلم بازگشت به آینده است که در اپیزود هشتم از فصل سوم، الیوت به همراه پسر جوانی به دیدن این فیلم می‌رود. سریال همچنین اشارات زیادی به گروه‌های مختلف موسیقی همچون پینک فلوید دارد. برای مثال الیوت روی یک سی‌دی نام کاش اینجا بودی را می‌نویسد که اشاره به کاری از پینک فلوید دارد، هچنین او ماگی دارد که رویش نیمه تاریک ماه نوشته شده‌است که نام یکی از آلبوم‌های مشهور پینک فلوید و در اپیزود ششم از فصل اول دربارهٔ این گروه موسیقی صحبت می‌کند.

## پخش

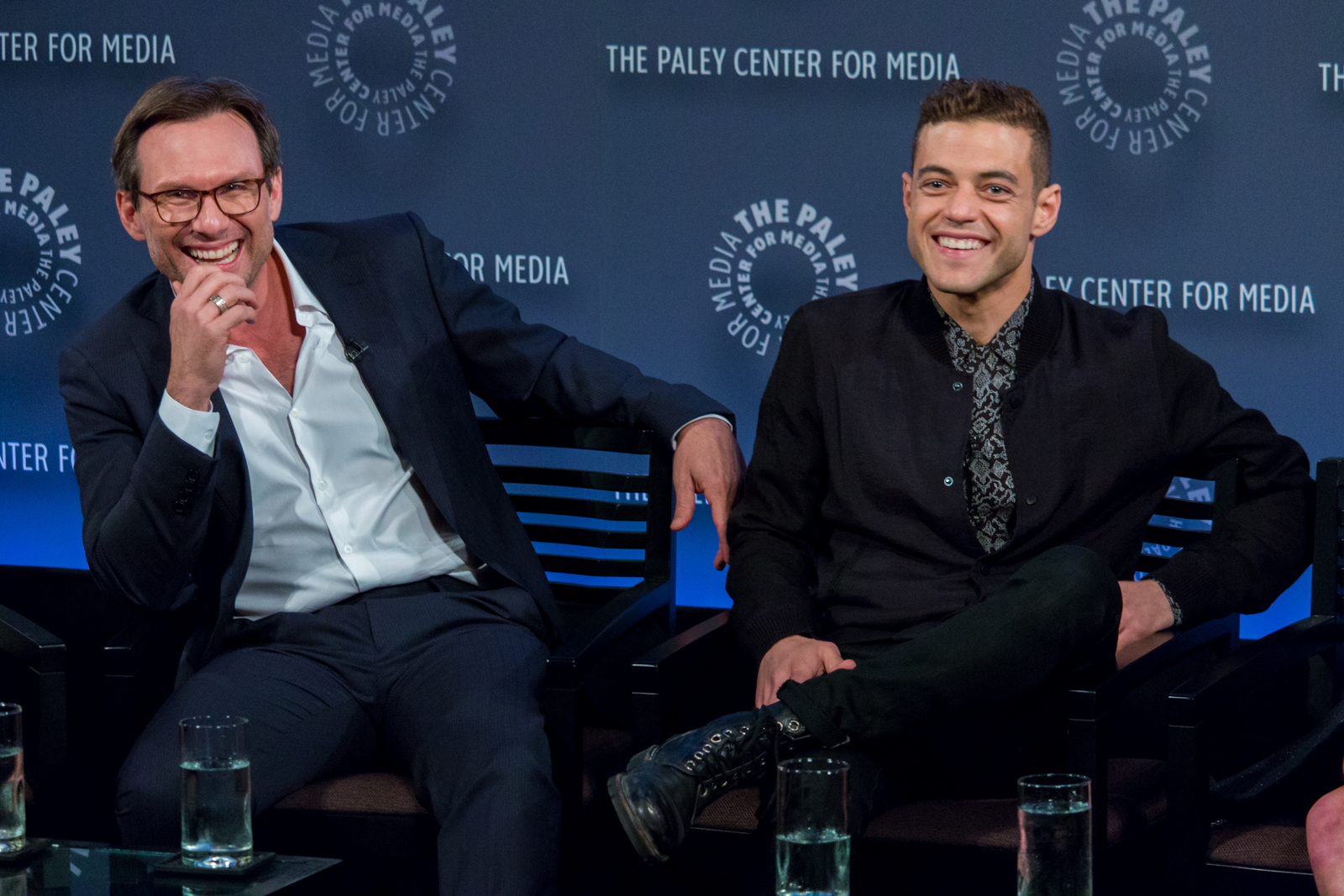
رامی ملک و کریستین اسلیتر در یک نشست خبری.

آقای ربات اولین پخش خود را در آمریکا از طریق شبکه کابلی یواس‌ای نتورک و از تاریخ ۲۴ ژوئن ۲۰۱۵ آغاز کرد. در کانادا نیز سریال از طریق شبکه شاوکیس در تاریخ ۴ سپتامبر ۲۰۱۵ پخش شد. در بریتانیا شرکت آمازون حق پخش سریال را برعهده دارد. فصل اول سریال در تاریخ ۱۶ اکتبر ۲۰۱۵ از طریق آمازون در دسترس قرار گرفت. فصل اول در مجموع ۱۰ قسمت داشت.
قسمت آخر فصل اول به خاطر وجود صحنه‌هایی شبیه به قتل الیسون پارکر و ادام وارد که در آن وجود داشت، با یک هفته تأخیر و در تاریخ ۲ سپتامبر ۲۰۱۵ پخش شد. این موضوع واکنش‌های زیادی را در پی داشت. بعد از موفقیت‌های فصل اول، سریال برای فصل دوم نیز تمدید شد.
فصل دوم آقای ربات در قالب ۱۲ قسمت، از تاریخ ۱۳ ژوئیه ۲۰۱۶ پخش شد. فصل دوم نیز هم‌زمان با پخش در آمریکا بر روی آمازون منتشر شد. در استرالیا نیز کمپانی پرستو وظیفه پخش آقای ربات را برعهده دارد. فصل سوم سریال نیز در ده قسمت و از تاریخ ۱۱ اکتبر ۲۰۱۷ شروع به پخش کرد.

### نمایش خانگی
فصل اول آقای ربات به صورت دی‌وی‌دی و بلوری در تاریخ ۱۲ ژانویه ۲۰۱۶ در دسترس قرار گرفت. علاوه بر ده قسمت فصل اول، مراحل پشت صحنه و سکانس‌های حذف شده نیز منتشر شد. شرکت اولترا وایولت وظیفه این کار را برعهده داشت. در سپتامبر ۲۰۱۵، آمازون حق پخش سریال را در بعضی از کشورها خریداری کرد و فصل اول را یکبار دیگر با بالاترین کیفیت ممکن برای مشتریانش در دسترس قرار داد. فصل دوم نیز در تاریخ اول ژانویه ۲۰۱۷ به صورت بلوری منتشر شد. فصل سوم سریال نیز به صورت دی‌وی‌دی و بلوری در تاریخ ۲۷ مارس ۲۰۱۸ توزیع شد. در تاریخ ۳۱ مارس ۲۰۲۰، فصل چهارم به همراه سه فصل قبلی در قالب یک مجموعه کامل برای شبکه نمایش خانگی در دسترس قرار گرفت.

### ویژه برنامه
شبکه یواس‌ای نتورک هم‌زمان با شروع فصل دوم برنامه‌ای گفتگو محور دربارهٔ سریال تدارک دید. این برنامه که «هک کردن ربات» نام دارد توسط اندی گرینوالد اجرا می‌شد و در آن دربارهٔ جنبه‌های مختلف سریال با عوامل مجموعه بحث می‌کرد. همچنین برنامه‌های اینترنتی دیگری نیز دربارهٔ سریال تولید و پخش شد.

## بازخورد
| فصل | فصل | نمرات        | نمرات       |
| فصل | فصل | راتن تومیتوز | متاکریتیک   |
| --- | --- | ------------ | ----------- |
|     | ۱   | ۹۸٪ (۵۸ نقد) | ۷۹ (۲۴ نقد) |
|     | ۲   | ۹۲٪ (۳۵ نقد) | ۸۱ (۲۸ نقد) |
|     | ۳   | ۹۳٪ (۱۶ نقد) | ۸۲ (۹ نقد)  |
|     | ۴   | ۹۷٪ (۱۹ نقد) | ۸۱ (۵ نقد)  |

### فصل اول
سایت راتن تومیتوز گزارش کرد که ۹۸٪ منتقدان نسبت به فصل اول نظر مثبتی داشته‌اند که این میانگین از روی ۵۸ نقد به‌دست آمده که در مجموع نمره خوب ۸٫۳۶/۱۰ را نصیب این فصل از سریال می‌کند. نظر کلی منتقدان راتن تومیتوز این بود که «آقای ربات یک درام سایبری هیجان‌انگیز و پر از موقعیت‌های تازه است که داستان خود را بدون سکته بیان می‌کند و بسیار جذاب و تحریک‌آمیز است.» آقای ربات تنها سریالی است که تمامی اپیزودهایش در راتن تومیتوز با واکنش‌های مثبت روبه‌رو شده و بیشتر از هر سریال دیگری از منتقدان نقد و نمره مثبت گرفته‌است. سایت متاکریتیک نیز به فصل اول سریال نمره ۷۹/۱۰۰ داد که این عدد از روی ۲۴ نقد به‌دست آمده‌است. متاکریتیک اعلام کرد نظرات پیرامون فصل اول سریال «اغلب مثبت» است.
مریل بار، منتقد نشریه فوربس سریال را بهترین سریال تازه سال خوانده و اشاره کرده این سریال کاری می‌کند تا بالاخره پس از چندین سال شبکه یواس‌ای به جایگاه شایسته‌اش در کنار شبکه‌های اچ‌بی‌او، ای‌ام‌سی و اف‌ایکس برسد.
الساندرا استنلی، منتقد «نیویورک تایمز» هم اشاره کرده جنبش تسخیر وال استریت و جنبش‌های اعتراضی سال ۲۰۱۱ شاید خیلی ذهن اقتصاددانان را به خود مشغول نکرد اما این جنبش‌ها حالا سر از هالیوود درآورده‌اند و نتیجه‌اش «آقای ربات» شده که به گفته او سریالی تلخ و نیهیلیستی است دربارهٔ اینترنت، سرمایه‌داری و بی‌عدالتی در تقسیم دستمزد. مایکل هوگان در دیلی تلگراف به سریال پنج ستاره کامل داد و نوشت: «آقای ربات سریالی است که عناصری از ماتریکس و باشگاه مشت زنی را به هم ترکیب کرده و البت کمی هم رابین هود به آن اضافه کرده‌است.» او همچنین دربارهٔ شخصیت الیوت آلدرسون نوشت: «الیوت یک ضد قهرمان پیچیده‌است که کاملاً جسورانه پرداخت و اجرا شده‌است.»
همچنین در فهرست‌های پایان سال از سریال‌های برتر، فصل اول آقای ربات در فهرست جف جنسن از انترتینمنت ویکلی، راب شفیلد از رولینگ استون و منتقدان سال تی‌وی گاید قرار گرفت. این سریال در فصل جوایز ساوت بای ساوت ایست (انتخاب مخاطبان) و بیست و پنجمین دوره جوایز فیلم مستقل گاتهم برای سریال بلند شد. انجمن فیلم آمریکا هم جایزه بهترین برنامه تلویزیون سال را به این سریال داد. همچنین آقای ربات به عنوان بهترین سریال سال ۲۰۱۶ انتخاب شد و توانست جایزه گلدن گلوب بهترین سریال درام و بهترین بازیگر نقش مکمل مرد را از آن خود کند.

### فصل دوم
فصل دوم با تحسین جهانی همراه بود و منتقدان از آن استقبال کردند. راتن تومیتوز گزارش کرد که ۹۲٪ منتقدان فصل دوم سریال را پسندیده‌اند که این میانگین از روی ۳۵ نقد به‌دست آمده که در مجموع نمره ۸٫۰۵/۱۰ را نصیب فصل دوم سریال می‌کند. راتن تومیتوز اعلام کرد که منتقدان معتقدند: «فصل دوم سریال آقای ربات یک تجربه منحصربه‌فرد به در زمینه داستان‌گویی است. سریال پر است از موقعیت‌های چالش‌برانگیز و سیاهی و تلخی‌ای که با هر اپیزود افزایش پیدا می‌کند. آقای ربات به قلمرویی ناشناخته در سریال‌های تلویزیونی پا گذاشته‌است.» منتقدان متاکریتیک نیز به فصل دوم سریال نمره ۸۱/۱۰۰ را دادند که این نمره از روی ۲۸ نقد به‌دست آمده که به معنای تحسین جهانی است.
سونیا سیرایا از ورایتی بازی رامی ملک در سریال را ستود و در بخشی از نقد خود نوشت: «چشم‌های پر نور رامی ملک و سکوت‌های سنگین آقای ربات غیرمنتظره‌ترین صحنه‌های ممکن را خلق کرده‌است. بیینده کاملاً وارد دنیای پر از هرج‌ومرج و تلخ الیوت می‌شود و این تحسین‌برانگیز است.» تیم گودمن در هالیوود ریپورتر قدرت نویسندگی و کارگردانی سم اسماعیل را تحسین کرد و درباره‌اش نوشت: «شخصیت‌هایی که سم اسماعیل خلق کرد به زیبایی در قاب جا گرفته‌اند در حالی که اطراف‌شان را ترکیب‌هایی از ایده‌های جنون‌آمیز اسماعیل پر کرده‌است. آدم‌های سریال به طرز درخشانی قابل درک هستند و این باعث می‌شود یکی از لذت‌بخش‌ترین تجربه‌های دیدن سریال شکل بگیرد.»

### فصل سوم
فصل سوم نیز همچون دو فصل گذشته تحسین منتقدان را در پی داشت. راتن تومیتوز اعلام کرد که ۹۳٪ منتقدان نظر مثبتی دربارهٔ این فصل داشته‌اند که این میانگین از روی ۱۶ نقد به‌دست آمده که در مجموع نمره ۸٫۲۳/۱۰ را نصیب فصل سوم می‌کند. متاکریتیک نیز به سریال امتیاز ۸۲/۱۰۰ را داد که این نمره از روی ۹ نقد به‌دست آمده‌است.
دارن فرنیک از انترتینمنت ویکلی سریال را تحسین کرد و نوشت: «فصل سوم آقای ربات شاهکاری جادویی است. ارتباط تنگاتنگی با دو فصل قبلی دارد و با دقتی مثال‌زدنی و جاه‌طلبی بسیار خاصی ساخته شده‌است.»

### فصل چهارم
همچون فصل‌های قبلی، فصل چهارم نیز با تحسین جهانی منتقدان همراه بود. راتن تومیتوز گزارش کرد که ۹۷٪ منتقدان نسبت به فصل آخر نظر مثبتی دارند که این درصد از روی ۱۹ نقد به‌دست آمده و در مجموع نمره ۸٫۸۷/۱۰ را نصیب فصل آخر سریال می‌کند. جمع‌بندی نظرات منتقدان راتن تومیتوز می‌گوید: «آقای ربات با یک فینال دلهره‌آور بازگشته که تماشاگران را راضی و غافلگیر خواهد کرد.» متاکریتیک نیز نمره ۸۱/۱۰۰ را به فصل چهارم داد که این میانگین از روی ۵ نقد به‌دست آمده و به معنای «تحسین جهانی» است.
اپیزود هفتم از فصل چهارم با عنوان خطای ۴۰۷، تأیید هویت پراکسی الزامی است، با استقبال و تحسین بسیار بالایی از سوی منتقدان و تماشاگران مواجه شد. نیویورک پست در مقاله‌ای این اپیزود را بهترین اپیزود در میان تمامی سریال‌های سال دانست و از آن به عنوان یکی از بهترین اپیزودهای تاریخ نام برد. ورایتی نیز این اپیزود را در رتبه ۲۲ بهترین اپیزودهای سریال‌های دهه ۲۰۱۰ قرار داد. منتقد واکس مدیا، به تحسین کل سریال پرداخت و آن را مجموعه‌ای توصیف کرد که قادر است دهه ۲۰۱۰ را برای مخاطب به درستی ترسیم کند. هفته‌نام وایس نیز در نوشته‌ای به تحسین از سریال پرداخت.

### جوایز و نامزدی‌ها

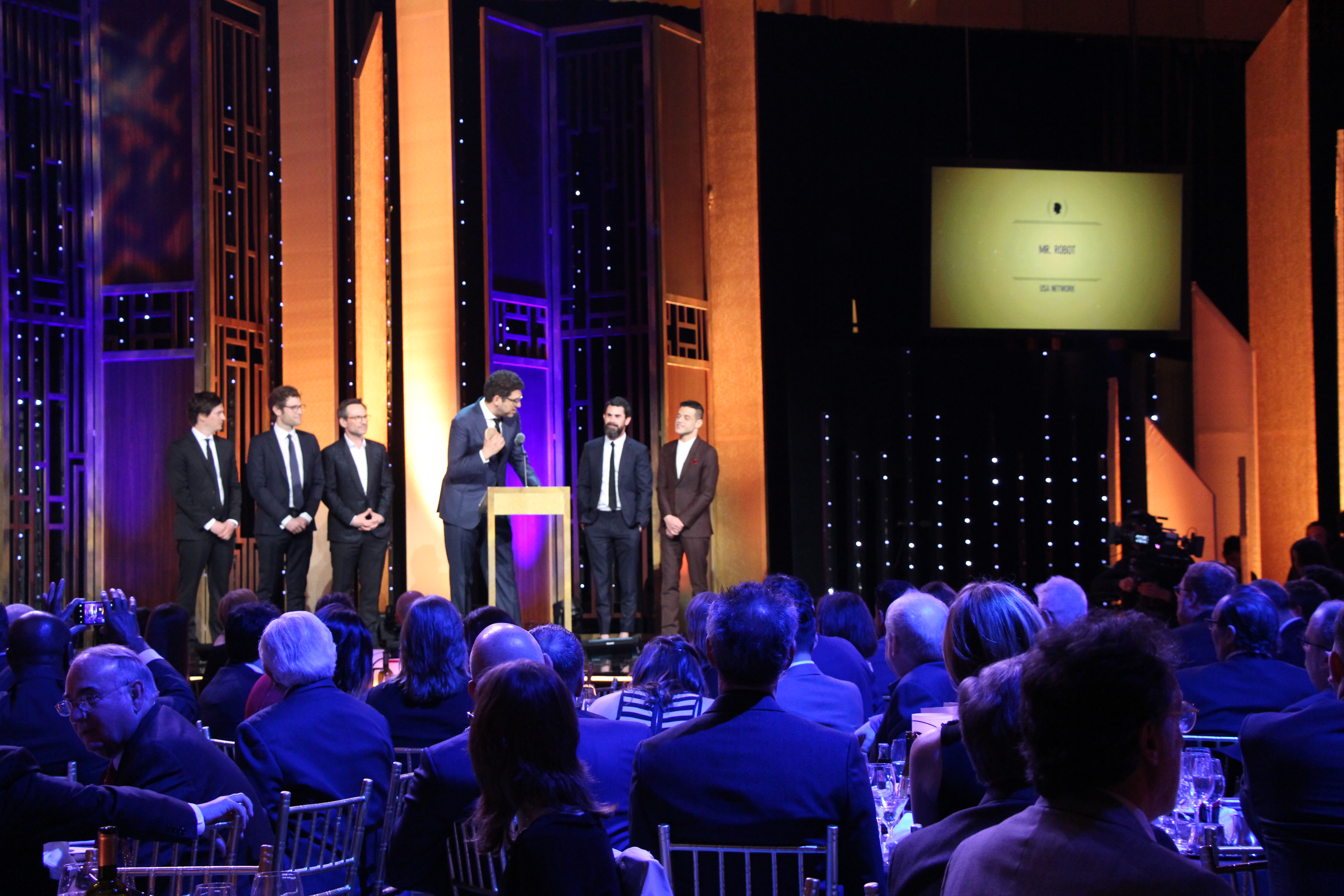
سم اسماعیل به همراه رامی ملک و کریستین اسلیتر در حال سخنرانی بعد از گرفتن جایزه ویژه پیبادی.

آقای ربات نامزد و برنده جوایز بسیاری از جشنواره‌ها و مراسم‌های مختلف شده‌است.
| سال  | جشنواره                                     | رشته                                                                             | نامزد/برنده | نتیجه    | منبع            |
| ---- | ------------------------------------------- | -------------------------------------------------------------------------------- | --- | -------- | --------------- |
| ۲۰۱۵ | جنوب از جنوب غربی                           | بهترین سریال                                                                     | آقای ربات | برنده    | [ ۱۲۱ ]         |
| ۲۰۱۵ | بیست و پنجمین جوایز گاتهام                  | بهترین سریال                                                                     | آقای ربات | برنده    | [ ۱۲۲ ]         |
| ۲۰۱۵ | بنیاد فیلم آمریکا                           | بهترین سریال تلویزیونی سال                                                       | آقای ربات | برنده    | [ ۱۲۳ ]         |
| ۲۰۱۶ | چهل و دومین دوره جوایز منتخب مردمی          | بهترین بازیگر تلویزیون                                                           | کریستین اسلیتر | نامزدشده | [ ۱۲۴ ]         |
| ۲۰۱۶ | بیستمین دوره جایزه ستلایت                   | بهترین سریال درام                                                                | آقای ربات | نامزدشده | [ ۱۲۵ ]         |
| ۲۰۱۶ | بیستمین دوره جایزه ستلایت                   | بهترین بازیگر نقش اول مرد سریال درام                                             | رامی ملک | نامزدشده | [ ۱۲۵ ]         |
| ۲۰۱۶ | بیستمین دوره جایزه ستلایت                   | بهترین بازیگر نقش مکمل مرد سریال درام                                            | کریستین اسلیتر | برنده    | [ ۱۲۵ ]         |
| ۲۰۱۶ | شصتمین دوره جوایز انجمن نویسندگان آمریکا    | بهترین فیلم‌نامه سریال درام                                                       | سم اسماعیل | نامزدشده | [ ۱۲۶ ]         |
| ۲۰۱۶ | شصتمین دوره جوایز انجمن نویسندگان آمریکا    | بهترین سریال برگزیده جدید                                                        | سم اسماعیل | برنده    | [ ۱۲۶ ]         |
| ۲۰۱۶ | بیست و دومین جایزه انجمن بازیگران فیلم      | بهترین بازیگر نقش اول مرد سریال درام                                             | رامی ملک | نامزدشده | [ ۱۲۷ ]         |
| ۲۰۱۶ | هفتاد و سومین مراسم گلدن گلوب               | جایزه گلدن گلوب بهترین مجموعه تلویزیونی – درام                                   | آقای ربات | برنده    | [ ۱۲۸ ]         |
| ۲۰۱۶ | هفتاد و سومین مراسم گلدن گلوب               | بهترین بازیگر نقش اول مرد سریال درام                                             | رامی ملک | نامزدشده | [ ۱۲۸ ]         |
| ۲۰۱۶ | هفتاد و سومین مراسم گلدن گلوب               | بهترین بازیگر نقش مکمل سریال درام                                                | کریستین اسلیتر | برنده    | [ ۱۲۸ ]         |
| ۲۰۱۶ | ششمین دوره جوایز منتقدان تلویزیون           | بهترین سریال درام                                                                | آقای ربات | برنده    | [ ۱۲۹ ]         |
| ۲۰۱۶ | ششمین دوره جوایز منتقدان تلویزیون           | بهترین بازیگر نقش اول مرد                                                        | رامی ملک | برنده    | [ ۱۲۹ ]         |
| ۲۰۱۶ | ششمین دوره جوایز منتقدان تلویزیون           | بهترین بازیگر نقش مکمل مهمان برای سریال درام                                     | بی‌دی ونگ | نامزدشده | [ ۱۲۹ ]         |
| ۲۰۱۶ | ششمین دوره جوایز منتقدان تلویزیون           | بهترین بازیگر نقش مکمل مرد سریال درام                                            | کریستین اسلیتر | برنده    | [ ۱۲۹ ]         |
| ۲۰۱۶ | جوایز دوریان                                | بهترین سریال سال                                                                 | آقای ربات | نامزدشده | [ ۱۳۰ ]         |
| ۲۰۱۶ | جوایز دوریان                                | بهترین بازیگر سال                                                                | رامی ملک | نامزدشده | [ ۱۳۰ ]         |
| ۲۰۱۶ | چهل و دومین دوره جایزه ساترن                | بهترین سریال جنایی سال                                                           | آقای ربات | نامزدشده | [ ۱۳۱ ]         |
| ۲۰۱۶ | هفتاد و پنجمین دوره جایزه پیبادی            | جایزه ویژه پیبادی                                                                | آقای ربات | برنده    | [ ۱۳۲ ]         |
| ۲۰۱۶ | سی و دومین دوره جوایز تی.سی. ای             | بهترین برنامه سال                                                                | آقای ربات | نامزدشده | [ ۱۳۳ ]         |
| ۲۰۱۶ | سی و دومین دوره جوایز تی.سی. ای             | جایزه ویژه                                                                       | آقای ربات | نامزدشده | [ ۱۳۳ ]         |
| ۲۰۱۶ | سی و دومین دوره جوایز تی.سی. ای             | بهترین برنامه جدید تلویزیون                                                      | آقای ربات | برنده    | [ ۱۳۳ ]         |
| ۲۰۱۶ | سی و دومین دوره جوایز تی.سی. ای             | بهترین بازیگر نقش اول مرد سریال درام                                             | رامی ملک | نامزدشده | [ ۱۳۳ ]         |
| ۲۰۱۶ | شصت و هشتمین جوایز امی ساعات پربیننده       | بهترین سریال درام                                                                | آقای ربات | نامزدشده | [ ۱۳۴ ]         |
| ۲۰۱۶ | شصت و هشتمین جوایز امی ساعات پربیننده       | جایزه امی ساعات پربیننده برای بهترین بازیگر نقش اول مرد در مجموعه تلویزیونی درام | رامی ملک | برنده    | [ ۱۳۴ ]         |
| ۲۰۱۶ | شصت و هشتمین جوایز امی ساعات پربیننده       | بهترین فیلم‌نامه برای سریال درام                                                  | سم اسماعیل | نامزدشده | [ ۱۳۴ ]         |
| ۲۰۱۶ | شصت و هشتمین جوایز امی ساعات پربیننده       | بهترین موسیقی متن سریال درام                                                     | مک کوایلی | برنده    | [ ۱۳۴ ]         |
| ۲۰۱۶ | شصت و هشتمین جوایز امی ساعات پربیننده       | بهترین تیم بازیگری                                                               | آقای ربات | نامزدشده | [ ۱۳۴ ]         |
| ۲۰۱۶ | شصت و هشتمین جوایز امی ساعات پربیننده       | بهترین تدوین صدا                                                                 | جان کوک، بیل فریش، تیموتیا سلر، اندرو مارگدو                                                                            | نامزدشده | [ ۱۳۴ ]         |
| ۲۰۱۶ | هفتمین دوره جوایز منتقدان تلویزیون          | بهترین سریال درام                                                                | آقای ربات | نامزدشده | [ ۱۳۵ ]         |
| ۲۰۱۶ | هفتمین دوره جوایز منتقدان تلویزیون          | بهترین بازیگر نقش اول مرد سریال درام                                             | رامی ملک | نامزدشده | [ ۱۳۵ ]         |
| ۲۰۱۶ | هفتمین دوره جوایز منتقدان تلویزیون          | بهترین بازیگر نقش مکمل مرد سریال درام                                            | کریستین اسلیتر | نامزدشده | [ ۱۳۵ ]         |
| ۲۰۱۷ | هفتاد و چهارمین مراسم گلدن گلوب             | بهترین بازیگر نقش اول مرد سریال درام                                             | رامی ملک | نامزدشده | [ ۱۳۶ ]         |
| ۲۰۱۷ | هفتاد و چهارمین مراسم گلدن گلوب             | بهترین بازیگر نقش مکمل مرد سریال درام                                            | کریستین اسلیتر | نامزدشده | [ ۱۳۶ ]         |
| ۲۰۱۷ | بیست و سومین جایزه انجمن بازیگران فیلم      | بهترین بازیگر نقش اول مرد سریال درام                                             | رامی ملک | نامزدشده | [ ۱۳۷ ]         |
| ۲۰۱۷ | انجمن صدابرداران آمریکا                     | بهترین تدوین صدا                                                                 | جان کوک، بیل فریش، تیموتیا سلر، اندرو مارگدو                                                                            | نامزدشده | [ ۱۳۸ ]         |
| ۲۰۱۷ | انجمن تدوینگران سینمای آمریکا               | بهترین تدوین سریال تلویزیونی                                                     | فیلیپ هریسون | نامزدشده | [ ۱۳۹ ]         |
| ۲۰۱۷ | بیست و یکمین دوره جایزه ستلایت              | بهترین سریال درام                                                                | آقای ربات | نامزدشده | [ ۱۴۰ ] [ ۱۴۱ ] |
| ۲۰۱۷ | بیست و یکمین دوره جایزه ستلایت              | بهترین بازیگر نقش اول مرد سریال درام                                             | رامی ملک | نامزدشده | [ ۱۴۰ ] [ ۱۴۱ ] |
| ۲۰۱۷ | انجمن فیلمبرداران سینمای آمریکا             | بهترین فیلم‌برداری سال-سریال تلویزیونی                                            | آرسون مدیک | نامزدشده | [ ۱۴۲ ]         |
| ۲۰۱۷ | چهل و سومین دوره جایزه ساترن                | بهترین سریال جنایی                                                               | آقای ربات | نامزدشده | [ ۱۴۳ ]         |
| ۲۰۱۷ | جایزه سینمایی و تلویزیونی ام‌تی‌وی ۲۰۱۷       | بهترین مبارزه علیه سیتم                                                          | آقای ربات | نامزدشده | [ ۱۴۴ ]         |
| ۲۰۱۷ | شصت و نهمین جایزه امی                       | بهترین بازیگر نقش مکمل مرد مهمان                                                 | بی.دی. ونگ | نامزدشده | [ ۱۴۵ ]         |
| ۲۰۱۷ | شصت و نهمین جایزه امی                       | بهترین فیلمبرداری                                                                | تاد کمپل | نامزدشده | [ ۱۴۵ ]         |
| ۲۰۱۷ | شصت و نهمین جایزه امی                       | ایده‌های خلاقانه در فیلم‌نامه                                                      | آقای ربات | نامزدشده | [ ۱۴۵ ]         |
| ۲۰۱۷ | شصت و نهمین جایزه امی                       | بهترین تدوین صدا                                                                 | جان کوک، بیل فریش، تیموتیا سلر، اندرو مارگدو                                                                            | نامزدشده | [ ۱۴۵ ]         |
| ۲۰۱۸ | هفتاد و پنجمین مراسم گلدن گلوب              | بهترین بازیگر نقش مکمل مرد برای سریال درام                                       | کریستین اسلیتر | نامزدشده | [ ۱۴۶ ]         |
| ۲۰۱۸ | هشتمین دوره جوایز منتقدان تلویزیون          | بهترین بازیگر نقش مکمل مرد برای سریال درام                                       | بابی کاناوله | نامزدشده | [ ۱۴۷ ]         |
| ۲۰۱۸ | شانزدهمین مراسم انجمن جلوه‌های ویژه تلویزیون | بهترین جلوه‌های بصری                                                              | اریل آلتمن، لورن مونتوری، جان میلر، لوچیانو دیجرومینو برای اپیزود «خطای زمان اجرا»                                      | نامزدشده | [ ۱۴۸ ]         |
| ۲۰۱۸ | هفتادمین دوره جایزه امی ساعات پربیننده      | جایزه امی بهترین برنامه تعاملی                                                   | «آقای ربات: ایکوین» | نامزدشده | [ ۱۴۹ ]         |
| ۲۰۱۸ | هفتادمین دوره جایزه امی ساعات پربیننده      | بهترین میکس صدا برای سریال درام                                                  | بیل فریش، جان وایت، پائول درنینگ برای اپیزود «خطای زمان اجرا»                                                           | نامزدشده | [ ۱۴۹ ]         |
| ۲۰۱۸ | هفتادمین دوره جایزه امی ساعات پربیننده      | بهترین جلوه‌های ویژه کامپیوتری                                                    | اریل آلتمن، لورن مونتوری، , جو گان، جان میلر، لوچیانو دیجرومینو، لیندزی سیوین، گرگ اندرسون برای اپیزود «خطای زمان اجرا» | نامزدشده | [ ۱۴۹ ]         |
| ۲۰۲۰ | هفتادوهفتمین دوره انجمین نویسندگان آمریکا   | بهترین فیلم‌نامه                                                                  | سم اسماعیل برای اپیزود خطای ۴۰۷، تأیید هویت پراکسی الزامی است                                                           | نامزدشده | [ ۱۵۰ ]         |
| ۲۰۲۰ | هفتاد و هفتمین مراسم گلدن گلوب              | بهترین بازیگر نقش اول مرد سریال درام                                             | رامی ملک | نامزدشده | [ ۱۵۱ ]         |

### لیست برتر منتقدان
آقای ربات در لیست سریال‌های برتر اکثر منتقدان جزو ده سریال اول بود.
| ۲۰۱۵ |
| --- |
| - No. ۱ انترتینمنت ویکلی - No. ۱ کمپلکس - No. ۱ رولینگ استون - No. ۱ تی وی فنتستیک - No. ۱ تی‌وی گاید - No. ۱ ان‌پی‌آر - No. ۲ آی‌جی‌ان - No. ۲ تی وی اینسایدر - No. ۵ تایم - No. ۵ تی وی دات کام - No. ۶ بیزنس اینسایدر - No. ۶ هالیوود ریپورتر - No. ۶ نیویورک پست |

| ۲۰۱۶                                                                    |
| ----------------------------------------------------------------------- |
| - No. ۳ هیدن ریموت - No. ۵ کمپلکس - No. ۶ توسلا ورلد - No. ۱۰ ایندی‌وایر |

### تماشاگران
بینندگان شبکه یو اس ای از «آقای ربات» استقبال خوبی کردند
و هر قسمت این سریال را به‌طور میانگین ۲٫۵ میلیون نفر تماشا کردند. آقای ربات از نظر تماشاگران یکی از ۲۵۰ سریال برتر تاریخ در بانک اطلاعات اینترنتی فیلم‌ها است.

## دیگر رسانه‌ها
سریال آقای ربات تا کنون منبع ساخت چندین بازی بوده‌است. بازی موبایلی "Mr. Robot:1.51exfiltrati0n" که برای سیستم عامل اندروید و توسط شرکت تل‌تیل گیمز ساخته شده، ماجراهای فصل اول سریال را دنبال می‌کند. بازیکن کنترل یک شخصیت تخیلی را برعهده دارد و باید در نابودی ای کورپ به شخصیت‌های دیگر داستان کمک کند. همچنین سم اسماعیل با استفاده از تکنولوژی واقعیت مجازی کلیپی ۱۳ دقیقه‌ای ساخته که گذشته الیوت در آن به تصویر کشیده شده‌است. از جمله دیگر ویژگی‌های دیگر آقای ربات این است که تقریباً هر سایتی که در سریال مشاهده می‌شود واقعی است. برای مثال در یکی از اپیزودهای فصل اول الیوت در حال تماشای کلیپی در اینترنت است که آن کلیپ واقعاً در آن سایت بارگذاری شده و در دسترس طرفداران قرار گرفته‌است. همچنین محصولات جانبی دیگری نیز از آقای ربات در دسترس عموم قرار گرفته‌است.

## واژه‌نامه
1. ↑  Elliot Alderson
2. ↑  fsociety
3. ↑  E Corp
4. ↑  Tyrell Wellick
5. ↑  Allsafe
6. ↑  Darlene Alderson
7. ↑  Angela Moss
8. ↑  Joanna Wellick
9. ↑  Phillip Price
10. ↑  Dominique "Dom" DiPierro
11. ↑  Whiterose
12. ↑  Michael Drayer
13. ↑  Cisco
14. ↑  Irving
15. ↑  Sunita Mani
16. ↑  Shama/Trenton
17. ↑  Shayla Nico
18. ↑  Krista Gordon
19. ↑  Silvercup Studios
20. ↑  Coney Island
21. ↑  Mac Quayle
22. ↑  Kor Adana
23. ↑  Michael Bazzell
24. ↑  James Plouffe
25. ↑  Jeff Moss
26. ↑  Marc Rogers
27. ↑  Ryan Kazanciyan
28. ↑  Merrill Barr
29. ↑  Alessandra Stanley
30. ↑  Michael Hogan
31. ↑  Sonia Saraiya
32. ↑  Tim Goodman
33. ↑  Darren Franich